# Nelson Mandela Forum
Das Nelson Mandela Forum (früher Palazzetto dello sport di Firenze und Palasport) ist eine Mehrzweckhalle in Florenz, Italien.

## Gebäude und Nutzung
Eröffnet wurde die Arena im Jahr 1985. Das Areal und das Gebäude befinden sich im Besitz der Stadtverwaltung von Florenz und werden seit 2003 auch von dieser instand gehalten. Die Halle wurde auf einer Fläche von 25.000 Quadratmetern errichtet. Davon sind 10.000 Quadratmeter die Fläche der Haupthalle, mit extra Flächen für Kabinen, Toiletten und Restaurants. Die Halle bietet Platz für insgesamt 8.262 Besucher und wird hauptsächlich für Sportveranstaltungen (Basketball, Volleyball) und Konzerte genutzt; so trat hier beispielsweise schon Eric Clapton im Rahmen seiner Reptile World Tour in der Arena 2001 auf.